# Mycalesis siamica
Mycalesis siamica är en fjärilsart som beskrevs av Riley och Godfrey 1921. Mycalesis siamica ingår i släktet Mycalesis och familjen praktfjärilar. Inga underarter finns listade i Catalogue of Life.